# The Fuel of Life
Pour plus de détails, voir Fiche technique et Distribution.
The Fuel of Life est un film américain réalisé par Walter Edwards, sorti en 1917.

## Synopsis
Lorsqu'elle découvre que son mari Roger l'a trompée, Angela De Haven décide que tous les hommes paieront pour ce forfait. Roger, désespérant de regagner l'amour de sa femme, part naviguer dans les mers du sud, et disparaît en mer.
Pendant ce temps, Angela tient salon. Un de ses courtisans, Bragdon Brant, contrôle la mine Bob Cat mais pas le chemin de fer qui y conduit, qui appartient à Bob Spalding. Brant envoie Angela dans l'Ouest pour acheter des parts dans le chemin de fer. Elle y rencontre Bob, qui tombe amoureux d'elle. Angela refuse de l'épouser et s'enfuit après avoir acquis des parts via l'associé de Bob, Durant.
Elle revient à New York, avec l'intention de ruiner Brant, mais elle va renoncer à ses plans lorsque Bob arrive et la force à réaliser la façon dont elle vit. Angela rend alors les actions du chemin de fer à Bob, et réconciliés, ils partent dans l'Ouest pour y vivre ensemble.

## Fiche technique
- Titre original : The Fuel of Life
- Réalisation : Walter Edwards
- Scénario : Grant Wallace (en)
- Photographie : Gus Peterson
- Société de production : Triangle Film Corp.
- Société de distribution : Triangle Distributing Corp.
- Pays d’origine :  États-Unis
- Langue originale : anglais
- Format : noir et blanc — 35 mm — 1,37:1 — Film muet
- Genre : drame
- Durée : 5 bobines
- Dates de sortie :
  - États-Unis : 18 novembre 1917

## Distribution
- Belle Bennett : Angela De Haven
- Eugene Burr : Rader
- Texas Guinan : Violet Hilton
- Tom Guise : Goldman
- Edward Hayden : Old Creede
- Lee Hill : Roger De Haven
- Estelle La Cheur : Mme Goldman
- Alberta Lee : Mme Spalding
- Frank Newburg : Bob Spalding
- Lee Phelps : Leonard Durant
- J. Barney Sherry : Bragdon Brant
- Margaret Shillingford : Mme Van Der Croot